# Friends with Benefits (film)
Friends with Benefits är en amerikansk romantisk komedifilm från 2011, regisserad av Will Gluck och hade biopremiär den 22 juli i Nordamerika och den 16 september i Sverige. Huvudrollerna i filmen spelas av Mila Kunis, Justin Timberlake och Patricia Clarkson.

## Handling
Jamie, en ung kvinnlig headhunter från New York, och art directorn Dylan från Los Angeles börjar lära känna varandra när Dylan får ett jobberbjudande i New York. De blir kompisar och efter ett tag bestämmer de sig för att bli sexpartners, men det blir mer komplicerat än de tänkt sig.

## Rollista
| Mila Kunis        | – Jamie               |
| Justin Timberlake | – Dylan               |
| Patricia Clarkson | – Lorna               |
| Woody Harrelson   | – Tommy               |
| Nolan Gould       | – Sammy               |
| Richard Jenkins   | – Mr. Harper          |
| Jenna Elfman      | – Annie               |
| Emma Stone        | – Kayla               |
| Andy Samberg      | – Quincy              |
| Bryan Greenberg   | – Parker              |
| Masi Oka          | – Darin Arturo Morena |
| Jason Segel       | – (Cameoroll)         |
| Shaun White       | – (Cameoroll)         |
| Rashida Jones     | – (Cameoroll)         |